# La virgen de la calle
La virgen de la calle es una telenovela producida por RTI Televisión, RCTV Producciones y Televisa, y transmitida por Televen en el 2014. Es una adaptación de Basilio Álvarez. de la telenovela Juana, la virgen, escrita por Perla Farías.
Protagonizada por María Gabriela de Faría y Juan Pablo Llano, y con las participaciones antagónicas de Rosanna Zanetti, Miguel de León, Marjorie Magri, Daniel Alvarado y Nacho Huett. Además de las actuaciones estelares de Arán de las Casas, Christian McGaffney, Eileen Abad y Caridad Canelón.

## Sinopsis
Juana, humilde, alegre y emprendedora, ha recibido una beca de una universidad en el extranjero. Mauricio Vega, director de la revista La verdad, está obsesionado con lo único que su esposa, Carlota Vivas, no puede darle, un hijo. Logra convencerla de intentar con un vientre alquilado. Es en el consultorio del ginecólogo donde el destino entrelazará definitivamente las vidas de Mauricio y Juana.
Por un error, los nombres de Juana y la mujer que alquila su vientre son cambiados y Juana es la que queda inseminada artificialmente por el semen de Mauricio. Al poco tiempo los hechos se manifiestan. El diagnóstico: Juana, a pesar de ser virgen, está embarazada.
La joven termina trabajando como fotógrafa en la revista y Mauricio pasa a ser su gran protector. Juana abre su corazón y termina enamorándose de Mauricio, descubre que el hijo que espera es de él, pero es engañada y termina creyendo que ha caído en una trampa de Mauricio, quien solo estaría interesado en cumplir su obsesión de tener un hijo. 
Juana, profundamente dolida, sintiéndose usada y engañada le impone a Mauricio que se olvide del niño y de ella. Al perder a Juana, Mauricio se da cuenta de que más allá de la ilusión que sentía por su hijo, también se ha enamorado de ella, y tendrá que hacer hasta lo imposible por recuperarlos. La historia de amor se ambienta en una ciudad moderna, con problemas de corrupción y tráfico de drogas que son denunciados desde la revista La verdad que Mauricio dirige.

## Reparto
- María Gabriela de Faría - Juana Pérez
- Juan Pablo Llano - Mauricio Vega
- Caridad Canelón - Azucena Pérez
- Eileen Abad - Ana María Pérez
- Marjorie Magri - Desirée Rojas
- Rosanna Zanetti - Carlota Rivas Molina de Vega
- Julie Restifo - Lucía Molina de Rivas
- Christian McGaffney - David Uzcátegui
- Nacho Huett - Humberto Rivas Molina
- Laura Chimaras - Jessika Gala[5]
- Evelyn Cedeño - Lili
- Raúl Olivo - Manolo Pérez
- Daniel Alvarado - Ernesto Molina
- Jerónimo Gil - Salvador
- Gioia Arismendi - Enriqueta Márquez
- Prakriti Maduro - Bibi
- Laureano Olivares - Camacho
- Arán de las Casas - Willy
- Carlos Moreno - Paco
- Stephanie Cardone - Susana Cabrera
- Ángel Casallas - Gabriel
- Miguel de León - Rogelio Rivas
- Juan Carlos García - Alfredo Rivas Molina
- Alexander Solórzano - Carlos
- Francisco León - Francisco Rojas
- Rolando Padilla - Rafael Tovar
- Sócrates Serrano - Alfonso
- Dylan Abreu - Juanito
- Yuliana Addaf - Teresa
- Paula Bevilacqua - Lola
- César Román - Piraña
- Luz Adriana Bustamante - Inés
- Armando Cabrera - Arsenio
- Luciano Muguerza - Kike
- Diana Marcoccia - Ligia
- Karen Pita - Daysi
- Silvana Continanza - Petra
- Gonzálo Cubero - Castillo
- Fernando da Silva - Charly
- Jhon de Agrela - Torres
- Diana Díaz - Rosa Andrade
- Cristal Avilera - Violeta Andrade
- José Leal - Nicolás
- Héctor Mercado - Pedrito

## Versiones
- Juana, la virgen: Telenovela realizada y transmitida por RCTV en 2002. Escrita por Perla Farías, producida por Jhonny Pulido Mora y protagonizada por Daniela Alvarado y Ricardo Álamo.
- Ek Ladki Anjaani Si (एक लड़की अंजानी सी): Telenovela realizada y transmitida por Sony Entertainment Television entre 2005 y 2007. Producida por Meesha Gautam y Sheel Kumar, y protagonizada por Shakti Anand y Kanchi Kaul, quien después es reemplazada por Sai Deodhar.
- Majka: Telenovela realizada y transmitida por TVN entre 2009 y 2010. Dirigida por Jarosław Banaszek, Arkadiusz Luboń, Marcin Solarz, Pedro Gorostiza y Sławomir Pstrong, y protagonizada por Joanna Osyda y Tomasz Ciachorowski.
- (en inglés) Jane the Virgin: Serie de televisión realizada por Electus, Warner Bros. Television y CBS Television Studios, y transmitida por The CW entre 2014 y 2019. Creada por Jennie Snyder Urman, Dirigida por Jennie Snyder Urman, y protagonizada por Gina Rodriguez y Justin Baldoni.[6]
- Hayat Mucizelere Gebe: Serie de televisión realizada por Med Yapim y transmitida por Kanal D entre 2015 y 2016. Dirigida por Kerem Altuğ y protagonizada por Damla Colbay y Yiğit Dikmen. Está basada en Jane the Virgin. Cancelada con solo 7 episodios emitidos.
- Parthena Zoi (Παρθένα Ζωή): Serie de televisión realizada y transmitida por ANT1 entre 2017 y 2018. Dirigida por Spyros Michalopoulos, Pierros Andrakakos y Alexandros Pantazoudis, y protagonizada por Sofina Lazaraki y Apostolis Totsikas.
- Bat-El Habetula (בת אל הבתולה): Serie de televisión realizada por Dori Media y Durst Productions, y transmitida por Hot TV en 2019. Dirigida por Ofer Weitzman y protagonizada por Meshi Kleinstein y Maor Schwietzer. Está basada en Jane the Virgin.
- (en árabe) Miss Farah (الآنسة فرح): Serie de televisión realizada por S Productions, Propagate Content, Electus, Warner Bros. Television y CBS Television Studios, y transmitida por MBC4 y Dubai One entre 2019 y 2022. Creada por Jennie Snyder Urman, Mahmoud Ezzat y Amr Medhat, Producida por Sally Wally, Dirigida por Ahmed El-Guindy y Wael Farag, y protagonizada por Asmaa Abulyazeid y Ahmed Magdy. Está basada en Jane the Virgin.
- Woori the Virgin (우리는 오늘부터): Serie de televisión realizada por Group 8 y transmitida por SBS en 2022. Dirigida por Jeong Jeong-Hwa, y protagonizada por Im Soo-hyang, Sung Hoon y Shin Dong-wook. Está basada en Jane the Virgin.
- La historia de Juana: Telenovela realizada por W Studios y transmitida por TelevisaUnivision en 2024. Producida por Patricio Wills y protagonizada por Camila Valero y Brandon Peniche.

## En la cultura popular
- La emisión de la telenovela tuvo varios cortes de escenas debido a que tuvieron que ser censuradas debido a su "contenido violento", para evitar que infrinja las leyes de CONATEL. Esto siendo confirmado por la propia protagonista.[7]